# Neocalyptis nuristana
Neocalyptis nuristana es una especie de polilla del género Neocalyptis, categorizada en la tribu Archipini, de la subfamilia Tortricinae.

## Distribución
Se distribuye por Afganistán.

## Taxonomía
Fue descrita por Razowski en 1967 y publicada en (Clepsis), Beitr. Naturk. Forsch. SdwDtl. 26: 94.